# Esther Fahmy Wissa

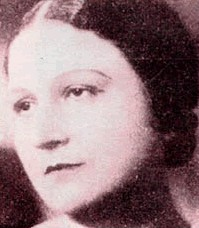
Ester Fanous

Esther Fahmy Wissa, eigentlich: Ester Akhnoukh Fanous oder Esther Fanous (koptisch: ⲉⲥⲑⲏⲣ ⲉⲛⲱⲭ ⲫⲁⲛⲟⲩⲥ), (* 19. Februar 1895 in Assiut; † 1990) war eine führende ägyptische Suffragette und Frauenrechtlerin.

## Leben
Esther Fahmy Wissa wurde als siebtes von vierzehn Kindern am 19. Februar 1895 in Assiut geboren. Ihre Eltern, Dr. Akhnous Fanus und Balsam Wissa Buqtur Wissa, gehörten zu zwei oberägyptischen Landadelsfamilien. Akhnous Fanus galt dabei als einer der einflussreichsten evangelischen ägyptischen Christen. Ihre Erziehung erhielt Esther von einem sudanesischen Kindermädchen, deren Vater 1850 als Sklave in Assiut erworben wurde, und einer englischen Gouvernante. Sie besuchte die amerikanische Missionsschule in Assiut, die 1860 von Wassif Khayatt gegründet wurde.
1912 verlobte sich Esther mit ihrem 12 Jahre älteren Vetter Fahmy Bey Wissa, der in Oxford studierte und Freimaurer war. Ihre koptisch-evangelische Hochzeit fand am 24. Juli 1913 statt und wurde sehr aufwändig gefeiert. Aus ganz Ägypten waren 8.000 geladene Gäste und fünf Bischöfe anwesend, die vom koptischen Patriarchen Kyrillus V. entsendet wurden. Esther gebar drei Kinder: Gamil, Adli und Firdous, genannt Doussa.
Ihr politischer Werdegang begann mit der Bekanntschaft des Politikers Makram Ebeid und dem Gründer der Wafd-Partei, Saad Pasha Zaghloul. Nach dem Ersten Weltkrieg marschierte sie während der ägyptischen Revolution von 1919 durch die Straßen von Kairo. Zusammen mit Huda Chaarawi und vielen anderen Anhängern der Wafd-Partei setzte sie sich für die politische Unabhängigkeit sowie die gesellschaftliche und soziale Gleichberechtigung der Frauen ein. 1920 wurde sie nach Huda Chaarawi zur zweiten Vorsitzenden des Frauen-Flügels der Wafd gewählt, der in der St. Markuskathedrale in Ezbekia gegründet wurde. 1922 setzte sie sich beim britischen Hochkommissar Edmund Allenby für die Freilassung der in die Seychellen verbannten Kopten Makram Ebeid, Sinut Hanna und Saad Zaghloul ein. Mit ihrer Hilfe kam es 1923 zur Gründung der ägyptischen Frauenunion, die sich für die Abschaffung von Schleier und der Erziehung von Mädchen und Frauen einsetzte. Im März 1923 nahm sie an der Weltkonferenz der Frauenverbände in Rom teil, bei der sie eine Ansprache hielt.
Neben ihrem Engagement in der Wafd widmete sich Esther von 1920 bis 1983 der ägyptischen YWCA, die von Regina Khayatt, einer engen Bekannten der Familie Wissa, gegründet wurde. 1924 bis 1962 war sie Vorstand der Wohltätigkeitsorganisation Egypt Society, die sich für arme und kranke Kinder einsetzte. Nach der erlangten Souveränität Ägyptens 1936 zog sich Esther aus der Politik zurück. 1948 arbeitete sie zur Zeit der Cholera-Epidemie im Dienst des Roten Halbmondes.
Präsident Gamal Abdel Nasser ehrte sie zum 50-jährigen Bestehen der Emanzipationsbewegung 1969 zusammen mit Ihsan al-Koussi und Gamila Attia für ihren Einsatz.